# John Harris, Baron Harris of Greenwich
John Henry Harris, Baron Harris of Greenwich (* 5. April 1930 in Pinner, Middlesex; † 11. April 2001 in London) war ein britischer Journalist, Politiker und politischer Berater.

## Frühe Jahre
John Harris erhielt seine schulische Ausbildung an der Pinner County Grammar School, bevor er begann als Journalist zu arbeiten. Er absolvierte seinen National Service am Directorate of Army Legal Service.

## Politische Laufbahn
1957 wurde Harris Mitherausgeber des Forward, die Wochenzeitung der Labour Party, als es nach London umzog. Im selben Jahr kandidierte er für das britische Parlament im Wahlkreis Bromley, trat aber zurück, als Forward 1959 eingestellt wurde. Er wurde Assistent von Hugh Gaitskell, der als Parteivorsitzender Labour in der Opposition anführte. Der Parteikollegen Tony Benn bezeichnete diese Ernennung von Harris als “the best thing that has happened to Hugh for years” (deutsch: „das Beste, was Hugh seit Jahren passiert war“). Von 1962 bis 1964 war Harris der Pressesprecher der Partei. Von 1957 bis 1963 saß er im Rat der neugebildeten Stadt Harlow, von 1961 bis 1963 war er Labour-Fraktionsvorsitzender.
Als Labour 1964 nach den britischen Unterhauswahlen an die Macht kam, wurde er politischer Berater, zunächst für Außenminister  Patrick Gordon Walker, später für Roy Jenkins, den Minister für Luftfahrt, das Innenministerium sowie das Schatzamt. Nachdem Labour die bis zu den Wahlen 1970 verloren hatte, wurde er politischer Korrespondent des Economist. Als Labour 1974 wiederum die Regierung stellte, wurde er zum Life Peer erhoben als Baron Harris of Greenwich und wurde zum Minister for Home Affairs ernannt. 1979 trat er von diesem Amt zurück und wurde bis 1982 Vorsitzender der Parole Board for England and Wales.
Harris war einer der führenden Personen der „Yes“-Kampagne anlässlich des Referendums um die EU-Mitgliedschaft von Großbritannien. 1981 gehörte er zu den Mitbegründern der Social Democratic Party sowie ein Befürworter von deren Fusion der mit Liberal Party. Bis 1994 war er innenpolitischer Sprecher der neuen Partei im House of Lords, dann wurde er Fraktionsvorsitzender. 1988 wurde er in das Privy Council berufen.
Neben seinen politischen hatte Harris weitere Ämter inne. So war er Vorsitzender der Police Foundation, von 1983 bis 19982 Präsident
der National Association of Senior Probation Officers (1983–1992) sowie Vorstand von Westward Television, einem Lokalsender für Südengland.
Im Nachruf für Harris bezeichnet ihn der  Guardian als “probably the first ever spin doctor” (deutsch: „den möglicherweise allerersten Spin-Doctor“) und schrieb

“Harris was, in his own way, a distinguished public servant, rejecting what would have been lucrative opportunities in the world of public relations, and not revealing in memoirs the confidences he received during his long career. He was always loyal to his many friends, who valued his opinions and enjoyed his company, although at heart he was a shy, rather than a gregarious, man.”

„Harris war, auf seine eigene Weise, ein hervorragender Staatsdiener, der lukrative Möglichkeiten in der Welt der Öffentlichkeitsarbeit zurückgewiesen und das Vertrauen, das er während seiner langen Karriere genoss, nicht in Memoiren preisgegeben hatte. Er stand immer loyal zu seinen vielen Freunden, die seine Ansichten schätzten und seine Gesellschaft genossen, obwohl er im Herzen ein eher scheuer denn ein geselliger Mensch war.“

## Privates
John Harris war zweimal verheiratet. Die erste Ehe dauerte von 1952 bis 1982, ihr entstammen zwei Kinder. 1983 ging er seine zweite Ehe ein.